# Kenwyne Jones
Kenwyne Jones, né le 5 octobre 1984 à Point Fortin (Trinité-et-Tobago), est un footballeur international trinidadien. Il évolue au poste d'attaquant ou de milieu de terrain.

## Carrière
Ses qualités athlétiques font qu'il peut jouer soit attaquant, grâce à sa vitesse, soit milieu défensif.
En 2004 puis 2005, il est prêté aux clubs de Sheffield Wednesday et Stoke City.
En 2007 il quitte Southampton pour rejoindre l'équipe de son compatriote Dwight Yorke à Sunderland. En 2010, il signe à Stoke City. Le transfert est évalué à dix millions d'euros.
Après trois saisons en demi-teinte du côté de Stoke, Jones s'envole en janvier 2014 pour Cardiff City en échange de Peter Odemwingie, qui prend le chemin inverse. Il arrive dans une équipe dernière de Premier League, dirigée depuis peu par Ole Gunnar Solskjaer, l'ancienne star de Manchester United. Il effectue des débuts fracassants chez les Bluebirds, puisque pour son premier match, il offre le deuxième but de son équipe dans la victoire 2-1 face à Norwich.
En janvier 2014, il signe en faveur de Cardiff City.

### En équipe nationale
Il a débuté avec l'équipe de Trinité-et-Tobago des moins de 17 ans, en 2001. Il a eu sa première cape le 29 janvier 2003 à l'occasion d'un match contre l'équipe de Finlande.
Jones participe à la coupe du monde 2006 avec l'équipe de Trinité et Tobago.

## Palmarès
- AFC Bournemouth
  - Football League Championship (D2)
    - Champion : 2015